# 680
680 (DCLXXX) fue un año bisiesto comenzado en domingo del calendario juliano, en vigor en aquella fecha.

## Acontecimientos
- Ervigio se convierte en rey visigodo tras deponer a Wamba.
- Se celebra el Constantinopla III o Trulano.
- XII Concilio de Toledo.[1]

## Arte y literatura
- Primeras sepulturas en la cripta merovingia de Jouarre.[2]

## Nacimientos
- Bonifacio, mártir cristiano.

## Fallecimientos
- 30 de enero: Batilda de Chelles, reina de Burgundia y Neustria, esposa del rey merovingio Clodoveo II (n. 626).